# Fijałów
Fijałów (prononciation : [fiˈjawuf]) est un village polonais de la gmina de Kobylin dans le powiat de Krotoszyn de la voïvodie de Grande-Pologne dans le centre-ouest de la Pologne.
Il se situe à environ 5 kilomètres au nord-est de Kobylin (siège de la gmina), à 13 kilomètres au nord-ouest de Krotoszyn (siège du powiat) et à 78 kilomètres au sud de Poznań (capitale régionale).

## Histoire
De 1975 à 1998, le village faisait partie du territoire de la voïvodie de Leszno.

Depuis 1999, Fijałów est situé dans la voïvodie de Grande-Pologne.